# Kimwenza
Kimwenza (anciennement Kiensa) est une localité située au sud de Kinshasa, la capitale de la République démocratique du Congo, sur un plateau dominant cette ville, à une altitude de 493 mètres et à proximité des Petites Chutes de la Lukaya et du lieu touristique Lola Ya Bonobo et à quelques mètres du lac artificiel appelé Lac Ma Vallée

## Station ferroviaire
Une station ferroviaire, établie sur la ligne de chemin de fer Matadi-Kinshasa, dessert la localité. Cette ligne a été construite entre 1890 et 1898 afin de relier la ville portuaire de Matadi à Kinshasa, en contournant les Livingstone, non navigables.

## Bibliothèque
La bibliothèque jésuite de Kimwenza est en effet la plus grande bibliothèque d'Afrique centrale.

## Personnalités célèbres
Sony Labou Tansi, romancier, dramaturge et poète, est né à Kimwenza.